# 咽地路

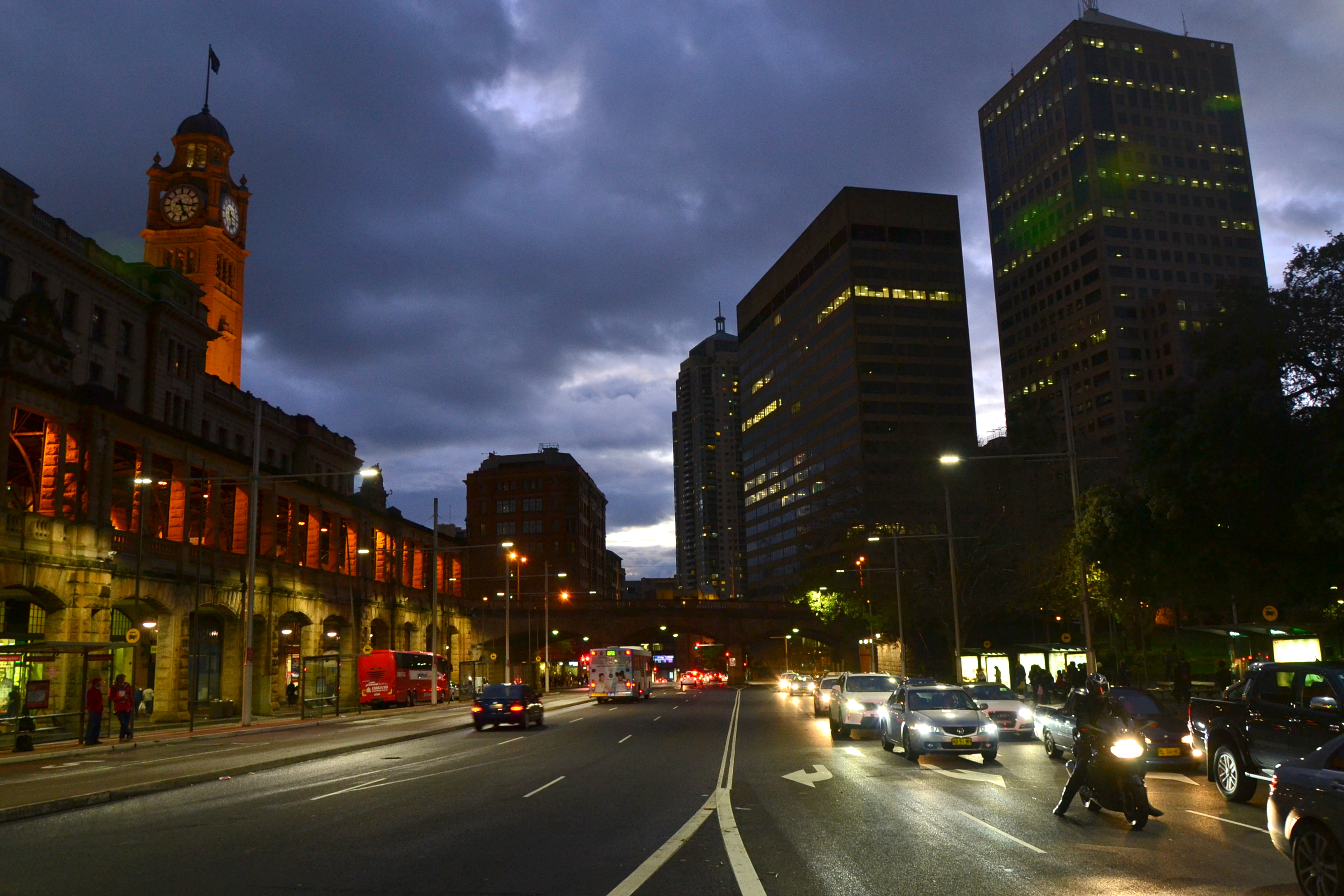
咽地路西行一景，攝於2016年3月

咽地路是澳洲新南威爾斯州雪梨商業中心區的一條街道，東起伊利沙伯街，西至大火車亭外的必街。

## 歷史
咽地路建於1905年，當時正值大火車亭建造期間。該道路以1887至1897年間擔任鐵路專員的咽地命名。

## 概述
咽地路從伊利沙伯街朝西北方向延伸至必街，長200公尺。街道全長北邊是卑摩公園，南邊是大火車亭。